# Биккель, Вольф
Вольф Биккель (нем. Wolf Bickel; род. 1942) — немецкий астроном и первооткрыватель астероидов, который работает в обсерватории Бергиш-Гладбах.
В период с 1995 по 2010 год им было открыто в общей сложности 436 астероидов.
12-километровый в диаметре астероид (4324) Биккель, открытый в 1981 году астрономом Лоуренсом Таффом, назван так в честь Вольфа Биккеля..